# Soriano
Soriano is een departement in het zuidwesten van Uruguay aan de Río de la Plata. De hoofdstad van het departement is Mercedes.
Het departement heeft een oppervlakte van 9.008 km² en heeft 82.595 inwoners (2011). Soriano is een van de, in 1828 gecreëerde, oorspronkelijke departementen.
Inwoners van Soriano worden sorianenses genoemd in het Spaans.
Soriano wordt in het noorden (grens met Durazno) begrensd door de Río Negro (rivier in Uruguay), in het oosten (grens met Flores) door de Arroyo Grande, in het zuiden (grens met Colonia) door de heuvels van de Cuchilla de San Salvador en in het westen (grens met Argentinië) door de Uruguay.
Van Cardona tot Mercedes strekken zich voorts de heuvels van de Cuchilla de Bizcocho uit, de waterscheiding tussen de stroomgebieden van de San Salvador en de Río Negro.

## Geboren
- Juan Carlos Masnik (1943-2021), voetballer